# Шалкар (аэропорт)
Шалкар (Северный) — аэропорт местных воздушных линий в Шалкарском районе Актюбинской области Казахстана. Расположен в 6 км севернее города Шалкар. В конце 1990-х аэропорт заброшен и с тех пор используется как посадочная площадка для самолётов Ан-2 и вертолётов при проведении авиационных работ.

## История и современное состояние
С 1920-х годов существовал аэродром с грунтовой ВПП длиной 965 м, который располагался на южной окраине города (47°48′00″ с. ш. 59°36′34″ в. д.).
23 июля 1958 г. на аэродроме потерпел аварию самолёт Ил-12, следовавший из Свердловска в Ташкент. 
Аэродром 3 класса построен на нынешнем месте в 1980-х годах, был способен принимать самолёты Ан-24, Як-40, Ан-2 и более лёгкие, а также вертолёты всех типов. 
В 2011 году СМИ сообщали о планах возрождения данного аэропорта.